# 1982 a tudományban
Az 1982 a tudományban és a technikában.

## Biológia
- szeptember: Az első jelentés anti humán monoklonális ellenanyag elkészítéséről.[1][2][3]

## Csillagászat
- március 10. – Mind a 9 bolygó a Nap ugyanazon oldalán helyezkedett el.

## Matematika
- Michael Freedman megoldotta a Poincaré-sejtést a negyedik dimenzióra.

## Orvostudomány
- december 2. – Utah egyetemén a 61 éves visszavonult fogász, Barney Clark az első ember, aki mesterséges szívet kap, és még 112 napig él vele.

## Pszichológia
- Konrad Lorenz publikálja a The Foundations of Ethology című munkáját.

## Számítástechnika
- Elszabadul az első számítógépes vírus, alkotója Rich Skrenta.

## Díjak
- Fields-érem: Alain Connes, William Thurston, Shing-Tung Yau
- Nobel-díj
  - Fizikai Nobel-díj: Kenneth Wilson (USA) „a fázisátalakulásokkal kapcsolatos kritikus jelenségekre vonatkozó elméletéért”.
  - Fiziológiai és orvostudományi Nobel-díj: Sune Bergström, Bengt Samuelsson, John Vane megosztva „a prosztaglandin felfedezéséért”.
  - Kémiai Nobel-díj: Aaron Klug „a krisztallográfiai elektronmikroszkópia kifejlesztéséért és a biológiailag fontos nukleinsav-fehérje-komplexek szerkezetének kutatásáért”.
  - Közgazdasági Nobel-emlékdíj: George Stigler „a piacok működésével és szerkezetével, továbbá az állami szabályozás okaival és hatásaival kapcsolatos úttörő tanulmányaiért”.
- A Royal Society érmei
  - Buchanan-érem: Frederick Warner
  - Copley-érem: John Cornforth
  - Darwin-érem: John Heslop-Harrison és Yolande Heslop-Harrison
  - Hughes-érem: Drummond Matthews és Frederick Vine
  - Royal-érem: Richard Henry Dalitz, Cesar Milstein, William Hawthorne
  - Rumford-érem: Charles Gorrie Wynne
  - Sylvester-érem: John Frank Adams
- Turing-díj: Stephen Cook
- Wolf-díjak
  - Agrártudományi Wolf-díj: Wendell Roelofs
  - Fizikai Wolf-díj: Leon Max Lederman, Martin Lewis Perl
  - Kémiai Wolf-díj: Polányi János, George C. Pimentel
  - Matematikai Wolf-díj: Mark Krejn, Hassler Whitney
  - Orvostudományi Wolf-díj: Jean-Pierre Changeux, Solomon Snyder, James Black
- Wollaston-érem: Dan Peter McKenzie

## Halálozások
- április 9. – Robert Havemann német kémikus (* 1910).
- június 12. – Karl von Frisch Nobel-díjas (megosztva) osztrák etológus (* 1886).
- július 19. – Hugh Everett amerikai fizikus (* 1930).
- augusztus 15. – Hugo Theorell (megosztott) Nobel-díjas svéd biokémikus (* 1903).
- augusztus 23. – Stanford Moore megosztott Nobel-díjas amerikai biokémikus (* 1913).
- szeptember 1. – Ludwig Bieberbach német matematikus (* 1886).
- december 27. – Jack Swigert amerikai űrhajós (* 1932).